# Wind Solution
Die Wind Solution war ein Wohn- und Offshore-Hilfsschiff des niederländischen Unternehmens C-Bed. Es wurde im Jahr 1969 in Dienst gestellt und ursprünglich als Fährschiff betrieben.

## Geschichte

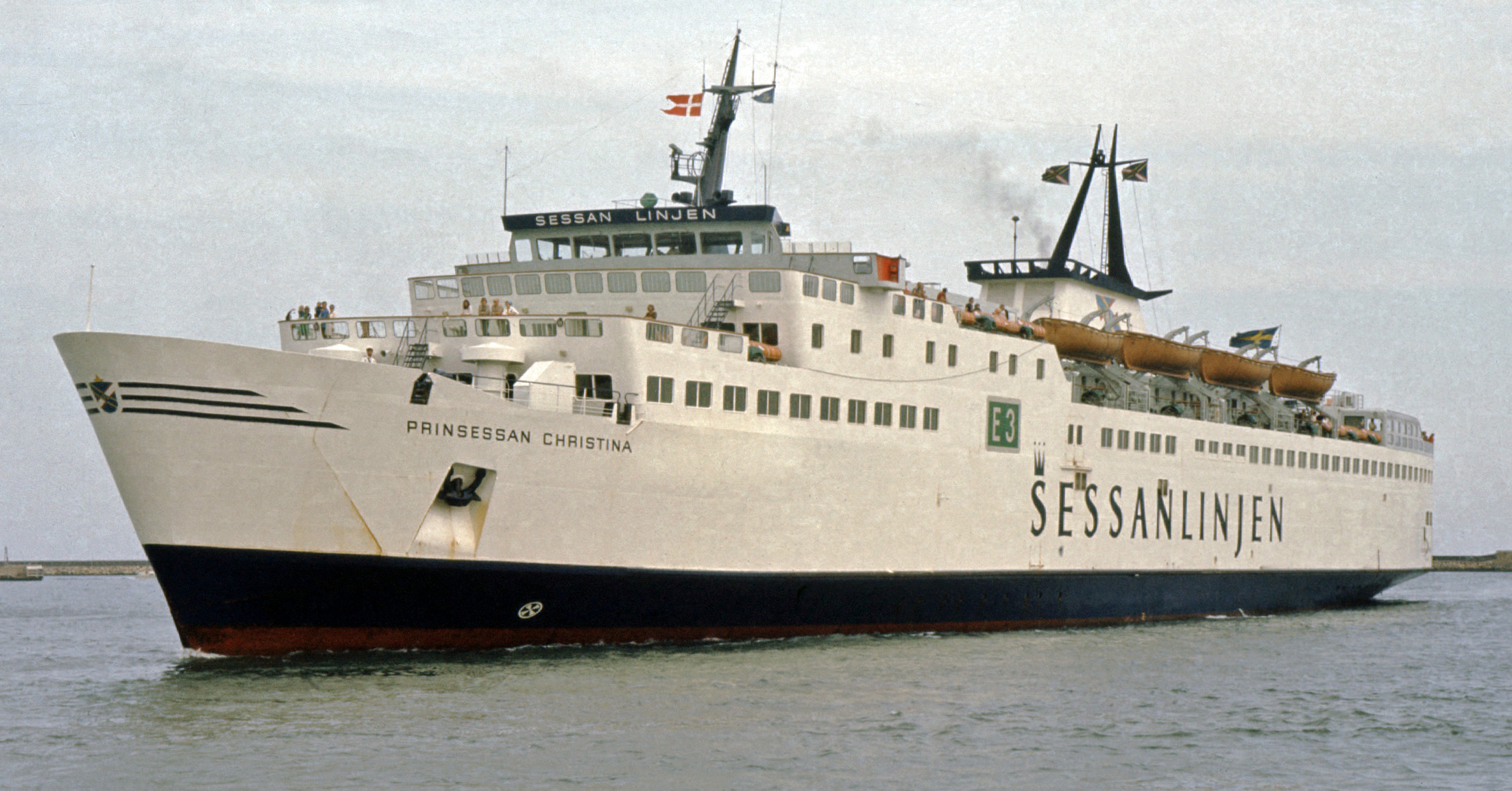
Prinsessan Christina 1976 in Frederikshavn

Das Schiff wurde 1969 unter der Baunummer 180 als Prinsessan Christina auf der Aalborg Værft, Aalborg, Dänemark gebaut und ab Ende des Jahres von der Rederi Ab Göteborg-Frederikshavn Linjen zwischen Göteborg und Frederikshavn eingesetzt. Später wurde das Schiff zwischen Göteborg und Travemünde eingesetzt.
Zwischen August 1981 und Oktober 1981 fuhr das Schiff vorübergehend für Sally Line auf der Strecke zwischen Dunkerque und Ramsgate.

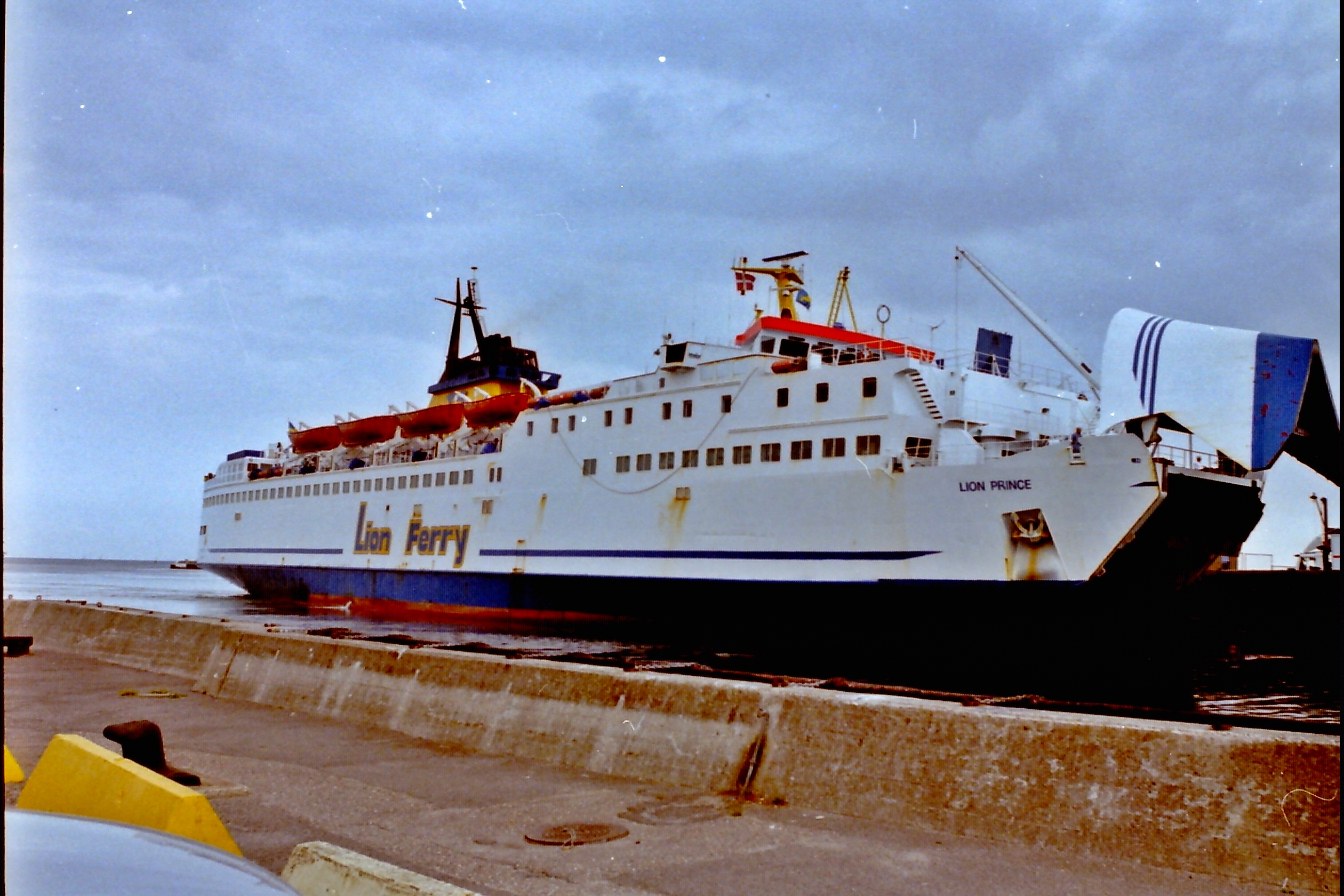
Das Schiff als Lion Prince der Reederei Lion Ferry

Bis in die späten 1990er Jahre fuhr das Schiff mit wechselnden Namen und für verschiedene Reedereien überwiegend zwischen Schweden, Dänemark und Norwegen. Im Februar 1999 wurde das Schiff in Miami aufgelegt und im März des Jahres nach Italien verkauft. Hier wurde es von der Reederei TR.I.S. als Commodore zwischen Genua und Sardinien bzw. Korsika eingesetzt. Nachdem die Reederei den Dienst im Oktober 2002 eingestellt hatte, wurde das Schiff in Genua aufgelegt. In den Folgejahren wurde das Schiff auf verschiedenen Strecken im Mittelmeer, unter anderem von der Reederei EneRmaR, eingesetzt.
2008 wurde das Schiff an C-bed verkauft und 2008/2009 in Tallinn und Fredericia zum Wohnschiff umgebaut. Fortan wurde es als Unterkunft beim Bau von Offshore-Windparks eingesetzt.
Im Januar 2018 wurde das Schiff an die griechische Reederei Seajets verkauft und in Aqua Solution umbenannt. Nachdem es rund viereinhalb Jahre aufgelegt war, wurde es 2022 zur Verschrottung verkauft. Im November 2022 traf das in Ravi umbenannte Schiff unter der Flagge der Komoren im indischen Alang zur Verschrottung ein.

## Schwesterschiffe
Das Schiff hat ein Schwesterschiff, die Ionian Star, die als Prinsessan Désirée gebaut wurde.

## Technische Daten und Ausstattung
Das Schiff wird von acht Dieselmotoren des Herstellers Nydqvist & Holm mit einer Leistung von jeweils 1.291 kW angetrieben. Die Motoren wirken auf zwei Verstellpropeller. Für die Stromversorgung an Bord stehen vier Dieselgeneratoren zur Verfügung, drei Generatoren des Herstellers Nydqvist & Holm mit jeweils etwa 772 kW Leistung und einer des Herstellers Mercedes-Benz mit einer Leistung von rund 210 kW.
Das Schiff konnte als RoRo-Fährschiff 1.400 Passagiere befördern. Auf den Ladedecks war Platz für 360 Pkw. Nach dem Umbau zum Wohnschiff verfügt das Schiff über 80 Kabinen.